# アイム・イン・ユー
『アイム・イン・ユー』（I'm in You）は、イングランドのロック・ミュージシャン、ピーター・フランプトンが1977年に発表した、ソロ名義では5作目のスタジオ・アルバム。

## 背景
大ヒット作『フランプトン・カムズ・アライヴ!』（1976年）に続くアルバムのため、フランプトンは本作の制作に当たり、多大なプレッシャーに苛まれていたとのことで、後年には「人生で一番辛い時期だった」と振り返っている。「ビー・マイ・フレンド」は、フランプトンが敬愛していたリトル・フィートに捧げられた曲で、本作のレコーディングには、同バンドのメンバーであるリッチー・ヘイワードがゲスト参加した。
「すてきなロッキー」はフランプトンの愛犬を題材とした曲で、スティーヴィー・ワンダーがハーモニカでゲスト参加した。なお、フランプトン自身によるライナーノーツによれば、ワンダーと同日に「ミック」もスタジオを訪れたとのことで、クレジットには明記されていないが、「愛はどこに」ではミック・ジャガーがバックグラウンド・ボーカルで参加したといわれる。

## 反響・評価
アメリカでは32週Billboard 200入りし、最高2位を記録して、自身3作目の全米トップ40アルバムとなった。本作は、リリースから1か月にも満たない1977年6月13日の時点で、RIAAによりプラチナ・ディスクの認定を受けた。母国イギリスでは、『フランプトン・カムズ・アライヴ!』に続く自身2作目の全英アルバムチャート入りを果たし、10週トップ100入りして最高19位を記録した。ただし、フランプトン自身は後年「『アイム・イン・ユー』のツアーまではうまくいっていた。でも、その後から僕は落ち目になって、多くの聴衆が僕から離れ始めたように感じられた」と振り返っている。
Bruce Ederはオールミュージックにおいて5点満点中4点を付け「『アイム・イン・ユー』自体はよく出来ており、仮に、あのライブ・アルバムよりも前に録音された作品であれば、より敬意を込めて再評価されてきただろう」と評している。

## 収録曲
特記なき楽曲はピーター・フランプトン作。
1. アイム・イン・ユー - "I'm in You" - 4:10
2. ハート・オン・ザ・ライン - "(Putting My) Heart on the Line" - 3:42
3. セント・トーマス - "St. Thomas (Don't You Know How I Feel)" - 4:15
4. ビー・マイ・フレンド - "Won't You Be My Friend" - 8:10
5. 愛に満たされて - "You Don't Have to Worry" - 5:16
6. 愛はどこに - "Tried to Love" - 4:27
7. すてきなロッキー - "Rocky's Hot Club" - 3:25
8. ロード・ランナー - "(I'm a) Road Runner" (Brian Holland, Lamont Dozier, Edward Holland, Jr.) - 3:39
9. 涙をとどけて - "Signed, Sealed, Delivered (I'm Yours)" (Stevie Wonder, Lee Garrett, Syreeta Wright, Lula Mae Hardaway) - 3:54

## 参加ミュージシャン
- ピーター・フランプトン - ボーカル、ギター、ピアノ、シンセサイザー、ベース(on #6, #7)、ドラムス(on #1)
- ボブ・メイヨー - ギター、ピアノ、エレクトリックピアノ、オルガン、シンセサイザー、クラビネット、バックグラウンド・ボーカル
- スタンリー・シェルドン - ベース(on #2, #3, #4, #8, #9)、フレットレスベース(on #5)
- ジョン・サイオモス - ドラムス(#1を除く全曲)、タンバリン(on #2, #8)、カバサ(on #3)
- リッチー・ヘイワード - コンガ(on #3, #4)、ドラムス(on #6)
- スティーヴィー・ワンダー - ハーモニカ(on #7)
- マイク・フィニガン - バックグラウンド・ボーカル(on #9)